# DSA-256
La DSA-256 es una carretera perteneciente a la Red Secundaria de la Diputación Provincial de Salamanca que une la  DSA-250  con la localidad de Fuentebuena.

## Origen y Destino
La carretera  DSA-256  tiene su origen en Béjar en la intersección con la carretera  DSA-250 , y termina en el casco urbano de Fuentebuena, formando parte de la Red de carreteras de Salamanca.